# Balter Gallart
Baltasar Gallart i Verdaguer, conegut artísticament com a Balter Gallart (Barcelona, 11 de juny de 1959) és un dissenyador de producció i director artístic català.

## Biografia
Va estudiar disseny d'interiors a l'Escola Massana de Barcelona, però el 1978 ho deixà per treballar com a ajudant de direcció al cinema. Va treballar en el departament de decoració de La veritat oculta (1987) de Carlos Benpar i el 1988 va debutar com a director artístic a El vent de l'illa i És quan dormo que hi veig clar. Va compaginar el treball amb directors catalans amb els treballs en publicitat. El 1990 va fundar a Madrid BP Asociados, dedicada a la decoració d'interiors, i que es va dissoldre el 1993. Ha treballar amb destacats directors catalans (Antoni Verdaguer, Bigas Luna, Francesc Bellmunt) i espanyols (José Luis Cuerda, Patricia Ferreira).
El 2009 fou nominat al Goya a la millor direcció artística pel seu treball a Los girasoles ciegos, i ho tornaria a ser el 2019 per Superlópez. El 2011 fou nominat per primer cop al Gaudí a la millor direcció artística per Els ulls de la Júlia i el 2013 per The Pelayos, però sí el va rebre el 2014 per Els últims dies i el 2016 per Anacleto: Agent secret (2016).

## Filmografia
- El vent de l'illa (1988)
- És quan dormo que hi veig clar (1988)
- Rateta, rateta (1990)
- Huevos de oro (1993)
- La teta i la lluna (1994)
- Parella de tres (1995)
- En brazos de la mujer madura (1996)
- La lengua de las mariposas (1998)
- Andorra. Entre el torb i la Gestapo (1999)
- Sé quién eres (2000)
- Romasanta (2004)
- Morir a San Hilario (2005)
- Defensant l'enemic (2007)
- Covards (2008)
- Los girasoles ciegos (2008)
- Spanish Movie (2009)
- Els ulls de la Júlia (2010)
- El cos (2012)
- The Pelayos (2012)
- Els últims dies (2013)
- Segon origen (2015)
- Contratemps (2016)
- Durant la tempesta (2018)
- Superlópez (2018)
- L'enigma Verdaguer (2019)